# Lycaena takamukui
Lycaena takamukui är en fjärilsart som beskrevs av Matsumura 1929. Lycaena takamukui ingår i släktet Lycaena och familjen juvelvingar. Inga underarter finns listade i Catalogue of Life.